# Гамов, Владимир Александрович
Владимир Александрович Гамов (28 декабря 1924, Демидов, Смоленская губерния — 1989, Калуга) — советский военнослужащий. В Рабоче-крестьянской Красной Армии служил с 1941 по 1945 год. Участник Великой Отечественной войны. Полный кавалер ордена Славы. Воинское звание — старшина.

## Биография

### До войны
Владимир Александрович Гамов родился 28 декабря 1924 года в уездном городе Демидове Смоленской губернии РСФСР СССР (ныне районный центр Смоленской области Российской Федерации) в семье рабочего. Русский. В школьные годы с родителями переехал в Ленинград. Окончил семилетнюю школу и ремесленное училище. Незадолго до начала Великой Отечественной войны устроился на судостроительный завод имени А. А. Жданова.

### На фронтах Великой Отечественной войны

Части ленинградского народного ополчения отправляются на фронт

Когда началась война, В. А. Гамову ещё не исполнилось и семнадцати лет. Призыву в армию он по возрасту не подлежал, но в народное ополчение подростка приняли. Вместе с другими работниками судостроительного завода Владимира Александровича записали во 2-й стрелковый полк 1-й Ленинградской стрелковой дивизии народного ополчения. На военную подготовку было отведено около 10 дней. За это время Гамов едва успел научиться обращаться с винтовкой и пулемётом. Уже 10 июля ополченцы убыли из Ленинграда и три дня спустя заняли позиции в восточном секторе Лужского оборонительного рубежа к югу от посёлка Батецкий. Здесь 26 июля Владимир Александрович принял свой первый бой с врагом. В ходе Ленинградской оборонительной операции дивизия оказалась в оперативном окружении. При выходе из кольца в начале сентября 1941 года в районе города Пушкина Гамов был тяжело ранен осколком снаряда в голову и попал в плен. В лагере для военнопленных его выходил русский врач. В ноябре 1941 года Владимир Александрович вместе с несколькими товарищами сумел совершить побег.
Более месяца беглецы пробирались к своим. Затем было лечение в госпитале, обязательная для бывших военнопленных процедура проверки, запасной стрелковый полк и школа младших командиров. Вновь на передовой сержант В. А. Гамов с июня 1942 года. Воевал на Калининском фронте. В октябре 1943 года в боях под Невелем был тяжело ранен, более полугода лечился в госпиталях. В июне 1944 года в звании старшего сержанта был зачислен в сформированную в Резерве Главного Командования 45-ю отдельную истребительную противотанковую артиллерийскую бригаду на должность командира отделения разведки 5-й батареи 1972-го истребительного противотанкового артиллерийского полка. Отличился Владимир Александрович уже в первых боях бригады под Витебском.

### Орден Славы III степени
Перед началом операции «Багратион» 45-я ИПТАБР была придана 6-й гвардейской армии 1-го Прибалтийского фронта. В рамках Витебско-Оршанской фронтовой операции артиллеристам 1972-го ИПТАП предстояло поддержать артиллерийским огнём подразделения 47-й стрелковой дивизии полковника П. В. Черноуса. 22 июня 1944 года на участке наступления дивизии в районе деревни Морги было решено провести разведку боем. Для этого было сформировано несколько усиленных разведотрядов, которые завязали бой с противником. В это время старший сержант В. А. Гамов, внимательно наблюдая за полем боя, выявлял и фиксировал огневые точки врага, которые по его целеуказаниям сразу подавлялись артиллерией. Благодаря слаженной работе разведчиков и артиллеристов оборона противника на некоторых участках была прорвана, и в образовавшиеся бреши были введены основные силы дивизии. Это во многом определило успех общего наступления частей 22-го гвардейского стрелкового корпуса. В ходе дальнейшего наступления дивизии старший сержант В. А. Гамов непрерывно вёл разведку огневой системы немцев и давал целеуказания командирам орудий своей батареи. Всего за три дня боёв он дал возможность артиллеристам уничтожить до 12 пулемётных точек и 75-миллиметровое орудие врага. Не менее эффективно Владимир Александрович действовал во время наступления на полоцком направлении.

Артиллерийские разведчики ведут наблюдение за позициями противника

Освободив северные районы Белоруссии, войска 1-го Прибалтийского фронта вступили на территорию советской Прибалтики. Немецкому командованию не удалось остановить продвижение советских войск на рубеже реки Неман. В результате стремительного наступления в Литве и Латвии войска генерала армии И. Х. Баграмяна в конце июля 1944 года вышли на побережье Балтийского моря, перерезав сухопутные коммуникации немецкой группы армий «Север». Это заставило немецкое командование перебросить в Прибалтику крупные резервы. 16 августа 1944 года позиции 51-й армии под Шяуляем были атакованы силами трёх пехотных и семи танковых дивизий вермахта. 1972-й истребительный противотанковый артиллерийский полк подполковника Я. Ф. Гисматулина, занимавший позиции в полосе обороны 77-й стрелковой дивизии, вступил в бой с немецкими танками и мотопехотой 17 августа на рубеже Вегеряй (Vegeriai)—Минкяй (Minkiai). Особенно ожесточённые бои развернулись 17-20 августа в районе высоты 94,9. Старший сержант В. А. Гамов всё это время находился на наблюдательном пункте и под огнём врага вёл наблюдение за полем боя. Он своевременно докладывал командиру батареи о появлении немецких танков и их манёврах, что позволяло артиллеристам быстро реагировать на изменения боевой обстановки. Обе стороны несли большие потери, но немцы продолжали усиливать давление. Командующий 77-й стрелковой дивизией генерал-майор А. П. Родионов вспоминал: «1972-й истребительно-противотанковый полк подполковника Гисматулина показал образцы героизма. Под его командованием расчеты отбивались до последнего, погибали, но от своих орудий не отходили до конца». Когда 19 августа на 5-й батарее сложилась особенно тяжёлая ситуация, командир приказал старшему сержанту Гамову выдвинуться с группой разведчиков во фланг контратакующего противника с тем, чтобы отсечь от танков автоматчиков. В перерыве между атаками Владимир Александрович со своими бойцами сумел незаметно для врага занять огневую позицию на краю небольшой рощи. Когда немцы вновь перешли в наступление и поравнялись с засадой, разведчики открыли по вражеским цепям шквальный огонь. В течение нескольких секунд В. А. Гамов огнём из ручного пулемёта уничтожил до 40 немецких солдат и офицеров. Деморализованные немецкие автоматчики частично бежали с поля боя, частично залегли. Вражеская атака захлебнулась, но несколько развернувшихся немецких танков двинулись к роще, где окопались советские разведчики. Пришлось советским солдатам отходить в лес. Немцы организовали преследование группы, но разведчики Гамова смогли отбиться и благополучно вернуться в расположение своего полка. Благодаря хорошей организации боя и массовому героизму личного состава 1972-й истребительный противотанковый артиллерийский полк поставленную боевую задачу выполнил полностью, сдержав мощный натиск мотомеханизированных частей противника на своём участке. В ходе ожесточённого сражения артиллеристы подполковника Я. Ф. Гисматулина уничтожили до 35 танков, 3 самоходные артиллерийские установки, 4 бронетранспортёра, 3 автомашины, 20 пулемётов и до 800 солдат и офицеров вермахта. За доблесть и мужество, проявленные в боях северо-западнее Шяуляя, приказом от 11 сентября 1944 года старший сержант В. А. Гамов был награждён орденом Славы 3-й степени (№ 146603).

Советские артиллеристы в бою

### Орден Славы II степени
Отразив контрудар немецких войск, советские войска перешли в наступление в рамках Прибалтийской стратегической операции, в ходе которой была освобождена почти вся Прибалтика. Под контролем противника остался лишь Курляндский полуостров. С ноября 1944 года 45-я истребительная противотанковая бригада в составе 6-й гвардейской армии участвовала в блокаде немецкой группы армий «Север», преобразованной позднее в группу армий «Курляндия». Немцы неоднократно предпринимали попытки прорыва сухопутной блокады на различных участках. 14 января 1945 года они попытались прорвать кольцо окружения юго-восточнее латвийского посёлка Рудбаржи (Rudbārži), где оборону держали батареи 1972-го ИПТАП. Создав численный перевес на узком участке фронта, противник сумел потеснить стрелковые части, но артиллеристы, оставшиеся без прикрытия пехоты, продолжали отражать натиск врага. Когда немецким автоматчикам удалось выйти во фланг батареи, расчёт крайнего орудия дрогнул и отступил, бросив орудие. Фланговая угроза нависла и над другими орудиями батареи, но выручил старший сержант В. А. Гамов. Схватив ручной пулемёт, он выдвинулся навстречу атакующему противнику и открыл по нему шквальный огонь. Потеряв до 15 солдат убитыми, немцы откатились на исходные позиции. Смелые и решительные действия Гамова воодушевили расчёты батарей и заставили вернуться на позиции отступивших артиллеристов. Вскоре подошедшие подкрепления восстановили прежнее положение. Приказом от 18 февраля 1945 года старший сержант В. А. Гамов был награждён орденом Славы 2-й степени (№ 264).

### Орден Славы I степени

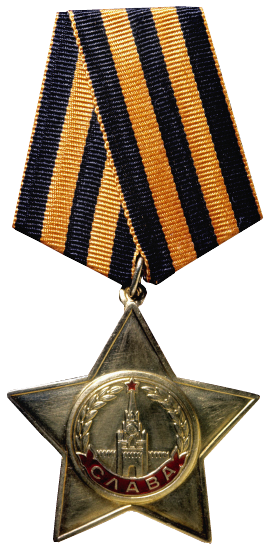

В феврале 1945 года 45-я истребительная противотанковая артиллерийская бригада была передана 1-му Белорусскому фронту. Совершив пятисоткилометровый переход, батареи 1972-го ИПТАП прямо с марша включились в Восточно-Померанскую операцию. 1 марта 1945 года артиллеристы подполковника Я. Ф. Гисматулина участвовали в артиллерийской подготовке и умелой боевой работой способствовали прорыву немецкой обороны частями 33-й стрелковой дивизии. Затем полк сопровождал танки 21-й механизированной бригады и огнём орудий не раз обеспечивал их продвижение вперёд. Командир отделения разведчиков старшина В. А. Гамов со своими бойцами во время боестолкновений непрерывно вёл наблюдение за полем боя и быстро доводил сведения об обнаруженных целях до командиров орудий, что позволяло артиллеристам быстро подавлять огневые точки врага, уничтожать его технику и живую силу.
После разгрома группы армий «Висла» в восточной Померании 45-я ИПТАБР была переброшена в район Кюстрина и в ходе начавшейся 16 апреля Берлинской операции принимала участие в прорыве сильно укреплённой и глубокоэшелонированной обороны противника на Кюстринском плацдарме. Старшина В. А. Гамов участвовал в боях за город Врицен, форсировал канал Одер-Хафель, штурмовал Ораниенбург. Когда при выполнении задачи по окружению Берлина с севера из строя выбыл командир артиллерийского орудия, Владимир Александрович принял командование расчётом на себя. 25 апреля 1945 года в боях за город Ратенов, обеспечивая продвижение вперёд эскадронов 7-го гвардейского кавалерийского корпуса, Гамов под шквальным огнём противника выкатил своё орудие на прямую наводку и уничтожил три пулемётные точки.
3 мая 1945 года кавалеристы генерал-лейтенанта М. П Константинова совместно с артиллеристами полковника А. Ф. Шубина штурмом овладели опорным пунктом немецкой обороны городом Ратенов, и форсировав в ночь на 4 мая реку Хафель, устремились навстречу американским войскам. Победа была близка, но встретить её в строю Гамову было не суждено. На подступах к реке Эльбе колонна 1972-го ИПТАП попала в засаду. Только благодаря ордену Славы артиллерист остался жив: вражеская пуля, срикошетив от пятиконечной звезды, прошла в считанных миллиметрах от сердца. День Победы Владимир Александрович встретил в госпитале. Через год после окончания войны указом Президиума Верховного Совета СССР от 15 мая 1946 года за отличие в Берлинской операции он был награждён орденом Славы 1-й степени (№ 3729).

### После войны
В 1945 году старшина В. А. Гамов был демобилизован. Несколько лет у него ушло на восстановление подорванного на войне здоровья. Встав на ноги, Владимир Александрович решил получить высшее образование. Однако для поступления в вуз неполного среднего образования было недостаточно. Пришлось вернуться за школьную парту и получить аттестат о среднем образовании. В начале 1950-х годов Гамов поступил в Московский финансовый институт, по окончании которого в 1957 году по распределению был направлен в Калугу. Долгое время работал инженером-экономистом на Калужском турбинном заводе. Позднее трудился в облфинотделе, затем занимал должность руководителя группы в Калужском филиале Всесоюзного научно-исследовательского и экспериментально-конструкторского института тары и упаковки (ВНИИЭКИТУ). Умер В. А. Гамов в 1989 году. Похоронен на Пятницком кладбище города Калуги.

## Награды
- Орден Отечественной войны 1-й степени (06.04.1985)[17]
- Орден Славы 1-й степени (15.05.1946)[1]
- Орден Славы 2-й степени (18.02.1945)[7]
- Орден Славы 3-й степени (11.09.1944)[6]
- Медали, в том числе:

Медаль «За отвагу»
Медаль «За победу над Германией в Великой Отечественной войне 1941-1945 гг.»

## Документы
- Общедоступный электронный банк документов «Подвиг Народа в Великой Отечественной войне 1941—1945 гг.» Дата обращения: 2 июня 2014. Архивировано из оригинала 11 мая 2017 года. Номера в базе данных:

Орден Отечественной войны 1-й степени (архивный реквизит 1511280452).
Орден Славы 2-й степени (архивный реквизит 24287918).
Орден Славы 3-й степени (архивный реквизит 34405783).
Медаль «За отвагу» (архивный реквизит 36184988).